# Vincenc Kummer
Vincenc Kummer, vlastním jménem Čeněk Kummer, (10. července 1941 v Brně) je český kontrabasista, aranžér a hudební skladatel.

## Životopis
Brněnský rodák se o jazzovou hudbu začal zajímat již v mládí. Po skončení základní školy byl přijat ke studiu na brněnskou konzervatoř, kde jej hře na kontrabas vyučoval Julius Ventruba. Již během studia se Kummer začal aktivně věnovat jazzu. Hrál s řadou brněnských orchestrů, mj. v Jazz combu orchestru Gustava Broma, Jazzovém triu Leona Slezáka, v orchestrech Mirko Foreta, Jožky Karena a Erika Knirsche, v Brněnském estrádním rozhlasovém orchestru a také v brněnské filharmonii. Po absolutoriu v roce 1965 strávil dva roky základní vojenské služby v pražském Armádním uměleckém souboru. Po vojně již zůstal v Praze a záhy splynul se zdejší jazzovou scénou. Kummer postupně hrál v podstatě se všemi vůdčími osobnostmi tehdejší československé jazzové scény. Kromě již zmiňovaného Gustava Broma stojí za zmínku Laco Déczi, Karel Velebný, Jan Hammer st., Vlasta Průchová, Laco Tropp, Eva Olmerová, Vladimír Žižka, Luděk Švábenský, Jiří Stivín, Rudolf Dašek, Emil Viklický či Karel Růžička. Zkušenosti získával rovněž v divadle Semafor nebo v orchestrech Václava Kozla, Karla Vlacha, Ferdinanda Havlíka, Václava Hybše a v Tanečním a Jazzovém orchestru Československého rozhlasu pod vedením Josefa Vobruby a Kamila Hály. Dlouhodobě působil v Orchestru Ladislava Štaidla a ve Velkém orchestru Pragokoncertu, který řídil Milivoj Uzelac. S těmito orchestry natočil řadu televizních programů a dlouhohrajících desek.

### Exil a návrat
V roce 1981 se rozhodl pro odchod do exilu. Usadil se ve Švýcarském Curychu, kde měl možnost hrát s předními evropskými a americkými jazzovými osobnostmi. Patřili k nim mimo jiné Nat Adderley, Peter Appleyard, Harold Ashby, Benny Bailey, Chet Baker, Gianni Basso, Dee Dee Bridgewater, Ronnie Burrage, Eddie Davis, Walter Davis, Jr., Buddy DeFranco, Bobby Durham, Kenny Drew, Harry Edison, Teddy Edwards, Maynard Ferguson, Terry Gibbs, Dizzy Gillespie, Duško Gojković, Dexter Gordon, Al Grey, Johnny Griffin, Scott Hamilton, Slide Hampton, Jake Hanna, Roland Hanna, Red Holloway, Gus Johnson, Oskar Klein, Tony Lakatos, Mel Lewis, Kirk Lightsey, John Lewis, Tete Montoliu, Dado Moroni, Danny Moss, Sal Nistico, Alvin Queen, Shorty Rogers, Charlie Rouse, Tony Scott, Bud Shank, Jimmie Smith, Ralph Sutton, Clark Terry, Ed Thigpen, Eddie Thompson, Cedar Walton, Maxine Weldon, Alex Wellsh a další.
Vincenc Kummer pracoval v exilu jak na poli interpretačním, tak pedagogickém. Po 25 letech strávených v cizině se rozhodl pro návrat domů, do Brna. Kromě toho, že se dál věnuje kompoziční a aranžérské činnosti, začal spolupracovat i s místní jazzovou scénou jako kontrabasista. Vystupuje nejen s řadou starých přátel, jako jsou Jan Beránek, Miroslav Hanák, Ladislav Káňa, Milan Kašuba, Günter a Gabriela Kočí, Víťa Vavrda a Jaroslav Zvoník, ale i se zástupci mladší generace, tedy s Monikou Bagárovou a Jožkou Bagárem, Lazaro Cruzem, Radimem Hanouskem, Kamilem Slezákem, Vilémem Spilkou, Vlastimilem Šmídou, Tomášem Veselým, Radkem Zapadlem a mnoha dalšími.